# 322
Năm 322 là một năm trong lịch Julius. 